# Les Poneys sauvages
Les Poneys sauvages est un roman de Michel Déon paru le 9 novembre 1970 aux éditions Gallimard et ayant reçu le Prix Interallié la même année.

## Résumé
Alternant la narration et le style épistolaire, Les Poneys sauvages est à la fois, selon Jacqueline Piatier, « une énorme fresque des trente dernières années » et l'histoire d'une amitié indestructible entre le narrateur et quatre hommes (Horace McKay, Barry Roots, Georges Saval et Cyril Courtney), dont les destins se croisent depuis leurs études dans une université anglaise. Tous sont tout à la fois et à des degrés divers, poètes, agents-secrets, globe-trotteurs fantasques et imprévisibles, esthètes flamboyants, désintéressés ou passionnés. Traversant la Seconde Guerre mondiale, où Cyril Courtney trouvera la mort mais restera toujours présent dans le récit, et la Guerre Froide, l'action se déroule de l'Angleterre à la Grèce, en passant par l'Irlande, l'Italie, l'Union soviétique ou le Yémen. L'amitié, qui est l'axe central du roman mais qui ne dit jamais son nom, reste faite à travers de longues années, d'un tissu inextricable de liens d'admiration, de compétition, voire de rivalité, d'estime, de déguisement, de pudeur et de fidélité.

## Éditions
- Les Poneys sauvages, Éditions Gallimard, 1970  (ISBN 2070269418).

En 2010 Michel Déon décide de reprendre la rédaction de ce livre, y trouvant rétrospectivement bien des maladresses,.